# 成田机场问题

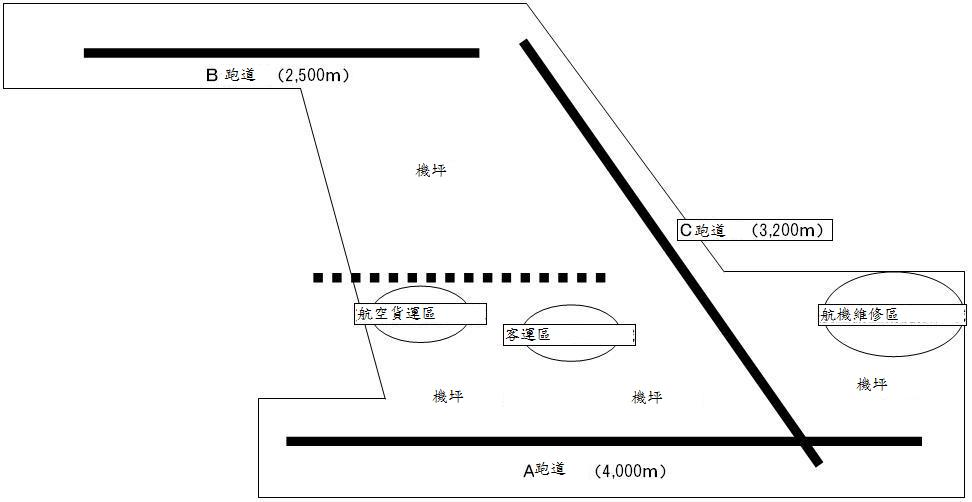
成田機場計劃圖

成田机场问题是指與日本成田国际机场兴建相關的社会问题，主要原因是机场預定用地内的部分住户拒绝搬迁，这些住户也被中国部分媒体（如华西都市报）称为“日本最牛钉子户”。與此相關的民眾抗爭運動被以機場所在的成田市三里塚地區稱為「三里塚鬥爭」，至今仍在持續中。

## 事件经过概要

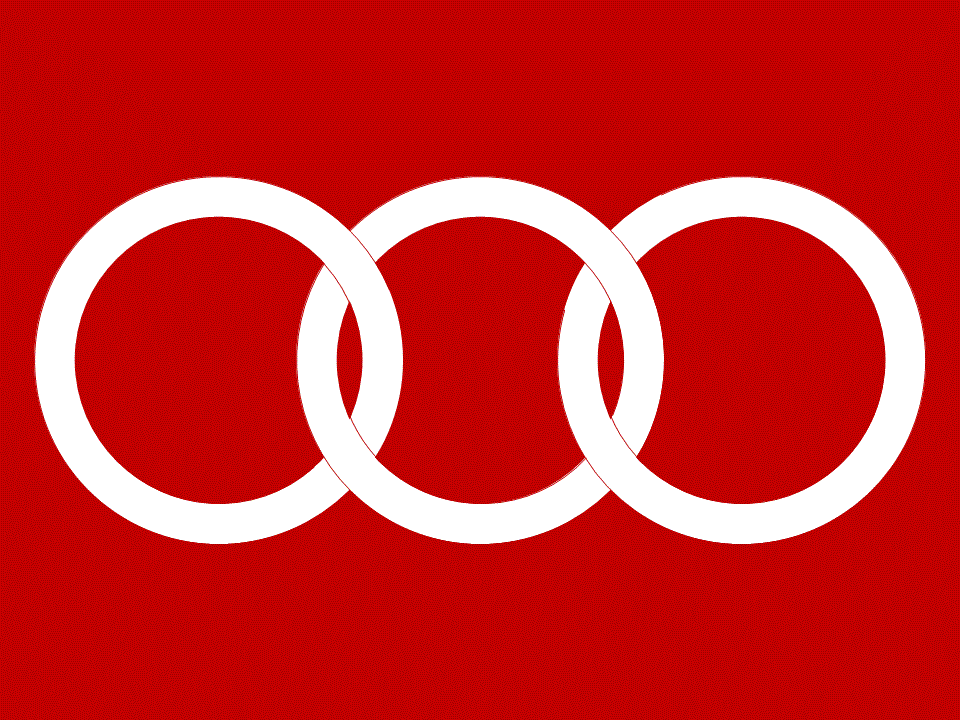
符號標記

成田機場的建設和擴張引發數起大規模日本政府與民間的衝突。1962年時任池田內閣政府決議興建第二座服務東京都會區的國際機場，經過候選地調查後，選定印旛郡富里村、八街町（今富里市、八街市）一帶建設，但遭受到當地住民強烈反對。1966年6月22日，千葉縣知事友納武人提案將機場預定地改在成田市三里塚、芝山地區，7月4日被佐藤榮作內閣批准，此决定同樣遭受當地農民强烈反對，結合成同盟，組織青年，少年、老人、婦女等眾多抗議團體，獲得左翼團體協助，也受到全國眾多學生支援。
|                                                | 把友納打進地獄！ |
| ——三里塚芝山聯合機場反對同盟少年行動隊的展板， |                  |

鉴于人民的抗议，日本政府使用各种办法压制他们的抗议行动，最为严重的一次是在1971年9月16日至9月20日，日本政府第二次强制执行，反对者包括各地赶来的支援者超过5,000人，而千叶县警方及警視廳、神奈川縣與埼玉縣等關東地區警方支援的警力，共5,300名警察出動。双方冲突造成三名神奈川縣的警察死亡，475名反对者被捕，150多人受伤，这次事件被称为“东峰十字路事件”。事件发生后，反对者三之宫文男以自杀表示抗议。
当地农民对成田机场修建不断抗议虽然没有让政府放弃修建机场的計畫，但是政府也没有能够按照原計畫进行修建。原計畫占地面积1,060公顷及三条跑道，而最后只修建了一条4,000米跑道。機場啟用前，塔台曾被抗爭者入侵並破壞設備，因此機場啟用後，為防止類似事件再發生，所有要進入機場的人車均需接受安全檢查，此安檢措施實施到2015年3月30日才廢除。而农民与政府之间的冲突直到1991年隅谷调查团的介入才逐渐平息。
2012年11月28日，成田机场内的一间钉子户“横堀团结小屋”被强制拆迁。

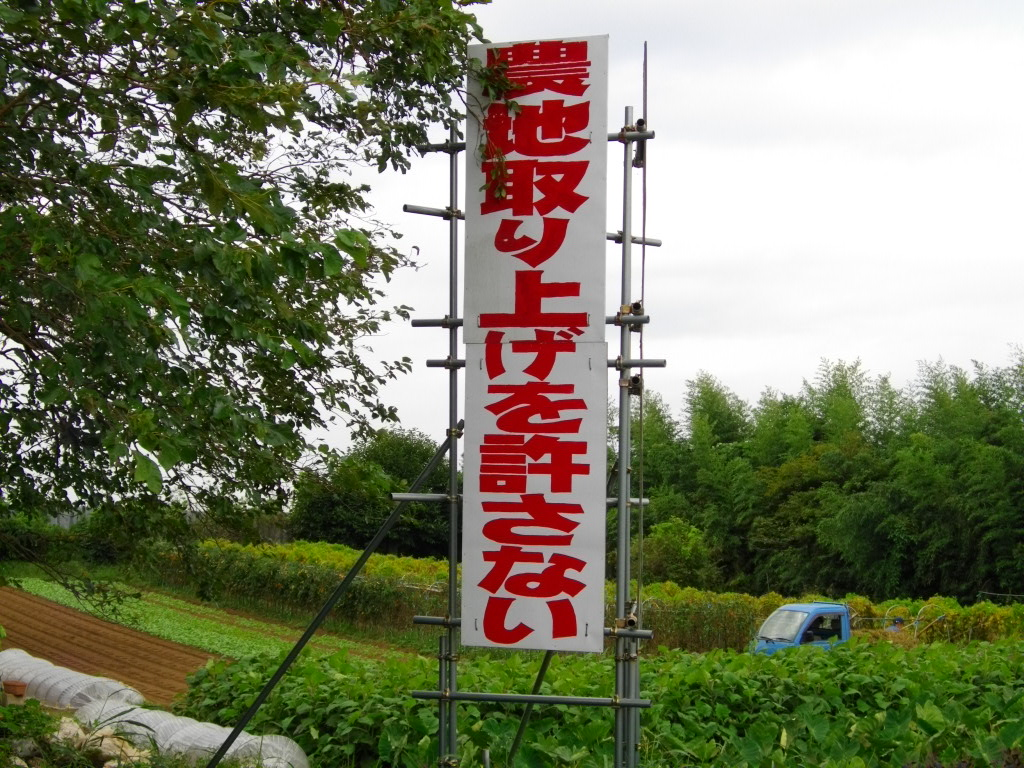
三里塚芝山聯合機場反對同盟（北原派）在东峰上的标语“農地取上げを許さない（绝不允许征收农田）”，摄于2009年
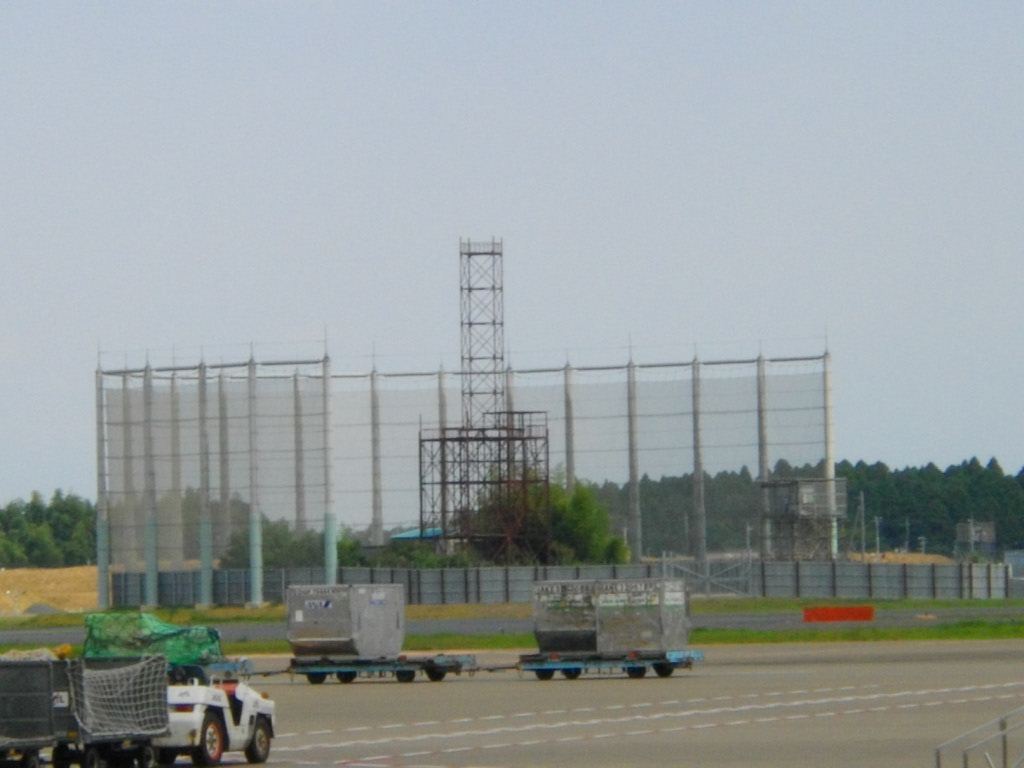
横堀鉄塔（成田机场内橫堀團結小屋上設立的大型鐵塔），摄于2009年
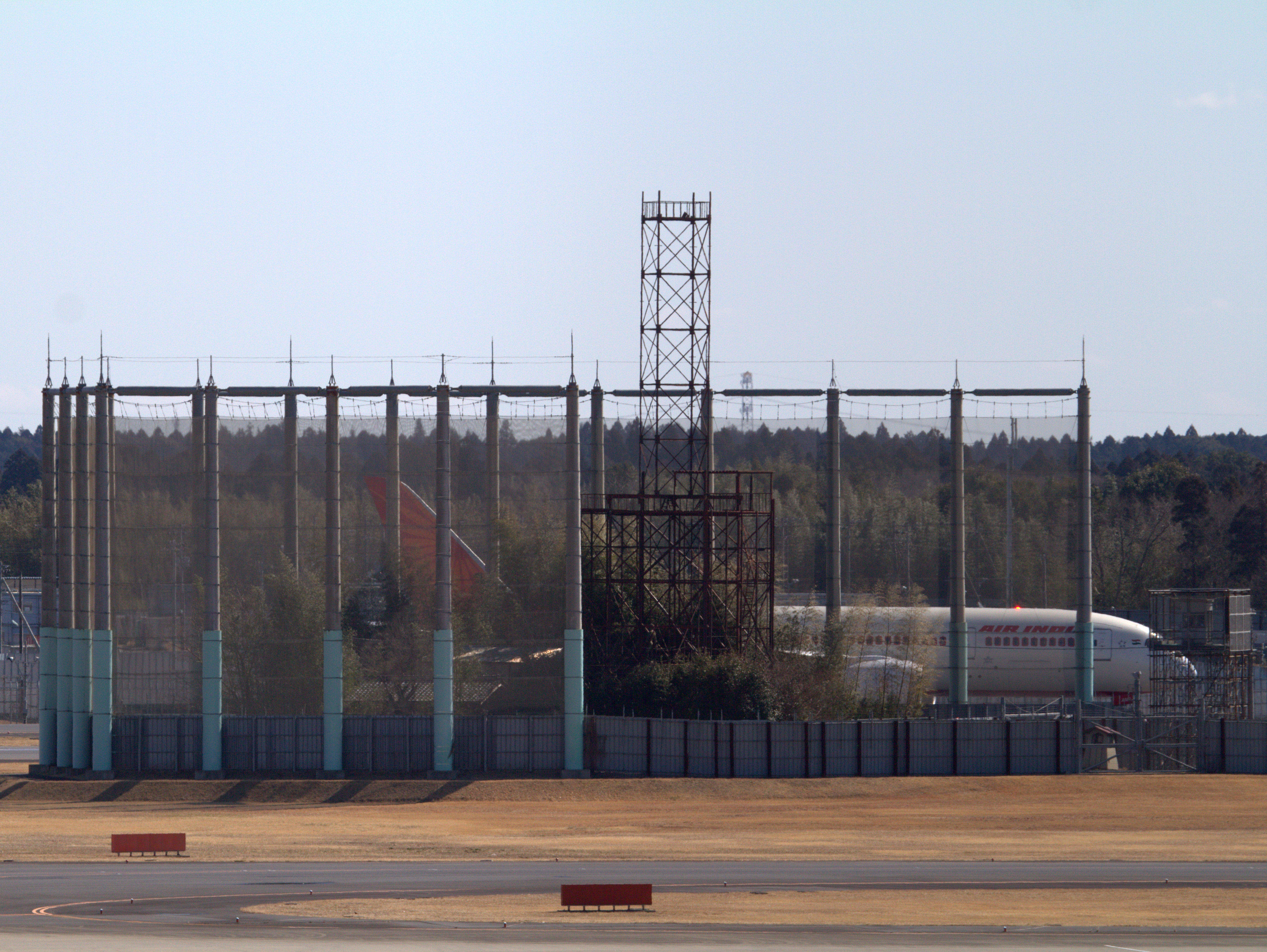
横堀鉄塔，摄于2017年
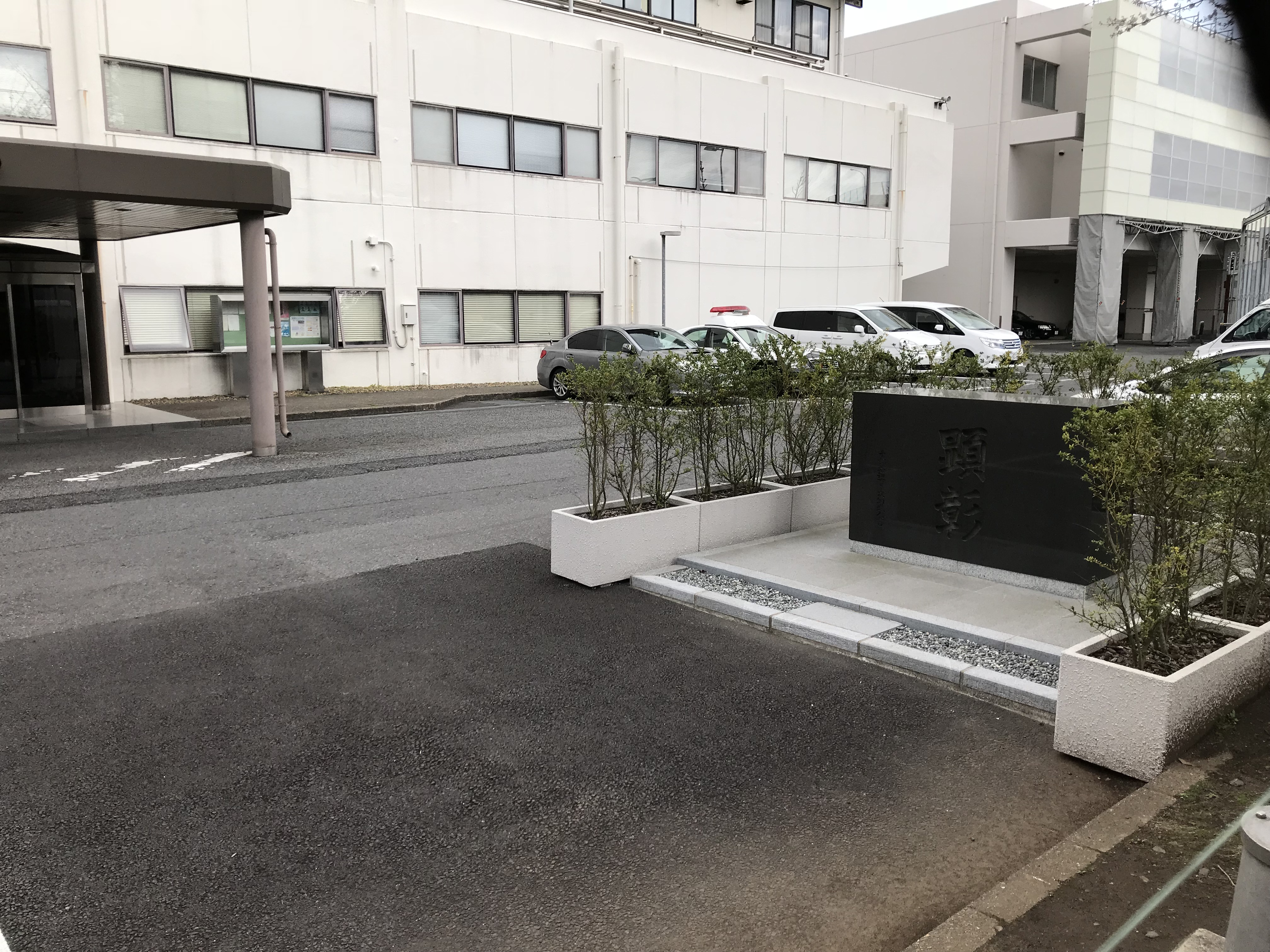
成田机场警察局内的殉职警察慰灵碑，摄于2018年

## 历史

### 关于羽田机场再扩建的讨论
20世纪60年代，由于大型喷气式客机数量的增加和经济的高增长，飞机在国际运输中的重要性逐年增加，因此人们希望通过扩大跑道来提高起降能力。此外，需要更长的跑道超音速客機，包括日本航空订购的协和式飞机，预计将在1960年代中投入使用。
因此，政府考虑重新扩建東京國際機場（羽田机场），以满足航空运输需求。
然而，由于：
- 如果从羽田机场向近海扩展，与東京港之间的协调将会变得极其困难。
- 以当时的港口土木工程技术，扩建基本上不可能。
- 由于处于美国空军控制区（横田空军基地上方的空域），飞机起降航线的设置有较大限制。
- 即使扩建成为可能，机场的容量也只会增加约20%至30%。

等原因 ，仅羽田机场的扩建显然无法满足航空运输的长期需求。

### 新机场候选选址

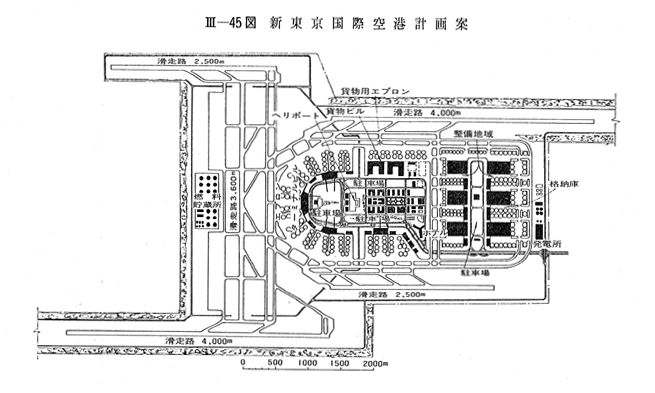
新东京国际机场最初计划

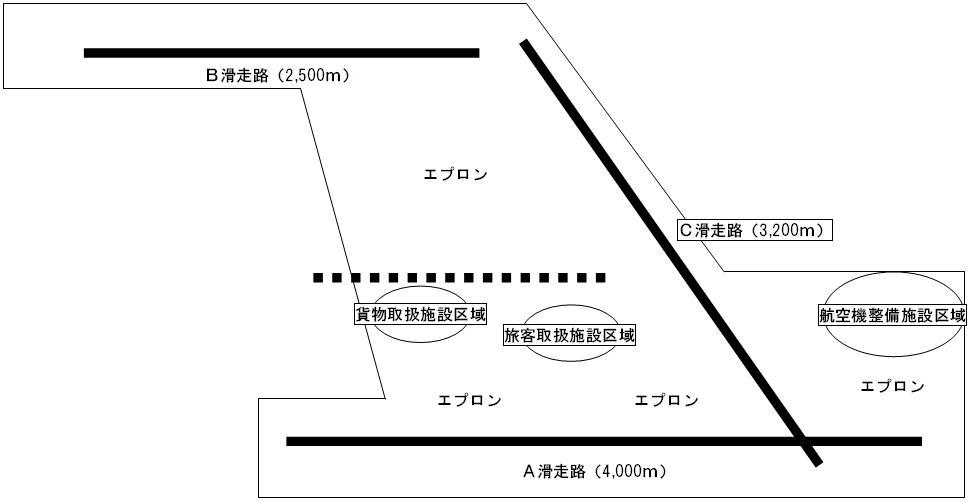
三里冢机场全体计划图

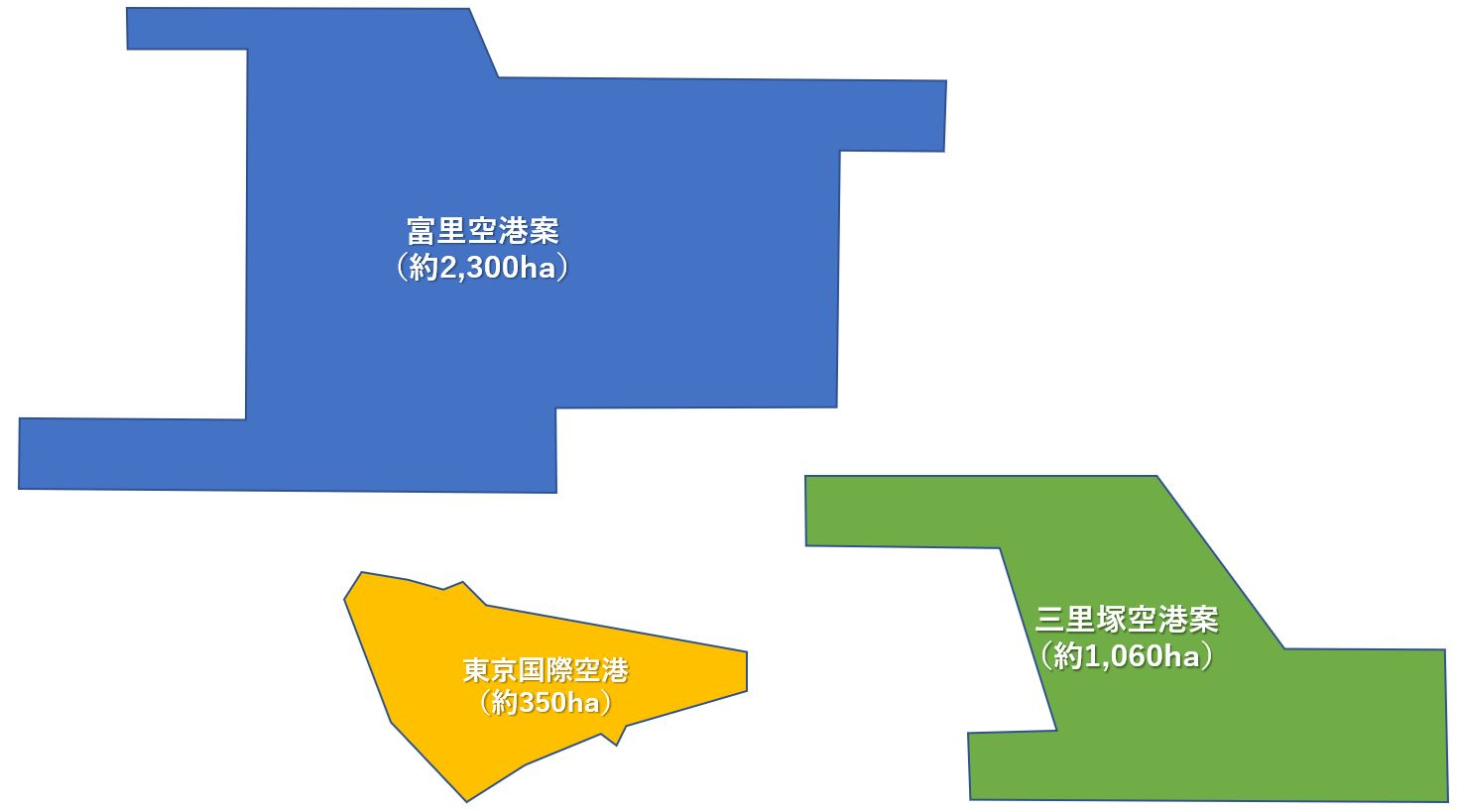
新东京国际机场初步方案（富里）、三里冢方案以及當時羽田機場的面積比较圖

1961年左右，经结合考虑日本政府决定建设新的机场，并开始考察新东京国际机场的潜在选址。
被提议作为新机场的潜在地点的有：千葉縣東葛飾郡浦安町（现在的浦安市）、千叶县印旛郡富里村和八街町（现在的富里市和八街市）、茨城县霞浦湖沿岸的垃圾填埋场，以及建設省建议的在千叶县木更津市的东京湾海岸填海造陆。
东京湾填海计划的积极倡导者河野一郎突然去世后，1965年11月18日，内阁官房长官桥本登美三郎召开记者招待会，宣布相关阁僚经会议议定选取富里和八街作为建设新机场的地点。然而该提案遭到大量反对，包括当时在伊豆休养的千叶县知事友納武人也反对该提案。富里和八街地区的民众听到了突然发布的信息。爆发了大规模的抗议运动。
当时，刚刚在下筌大坝建设过程中就发生了蜂巢城冲突，然而该经验教训尚未被政府吸取。随着反抗运动的进行，一直与千叶县知事在幕后协调的佐藤内阁（运输大臣中村寅太）大幅缩减了新机场的规模，并将其迁至千叶县成田市三里冢。该决定于1966年6月22日正式宣布，7月4日经内阁批准。
选取该地的原因是该地一部分属于宮内庁下总御料牧場和县营森林，属于国有土地，可以直接转作他用。而周围的土地大部分属于战后开拓期间迁居至此而没有大多经济实力的农民。政府认为这些土地可以较为容易的从民众手中收购。
由于在富里变更为三里冢过程中，国家与县政府之间的交流与相关人员的证言相互矛盾，且没有会议纪要或备忘录。因此在有关撤销新东京国际机场的事业认定的相关诉讼中，东京高等裁判所在其1992年10月的裁决中指出：“尚不清楚谁（国家政府或县政府）首先提出了三里冢计划”。

### 政府强硬立场下机场建设与反抗运动的开始

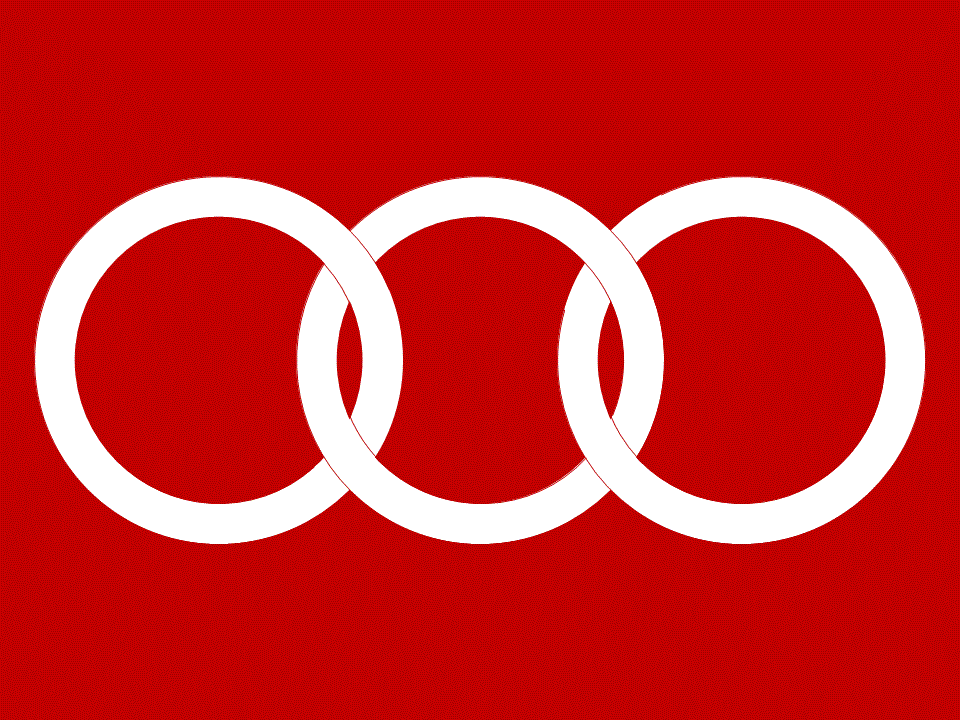
标志

然而，即使在三里冢，国有土地也仅占机场规划用地的不到40%，收购私有土地仍然是最重要的问题。与富里和八街类似，机场选址改为三里冢这个消息也在没有任何事先解释的情况下突然宣布，从新闻中得知计划的当地居民反应激烈。当地居民出于对债务、土地流失和噪音等问题的担忧，成立了三里塚芝山聯合機場反對同盟（以下简称“反对同盟”），开始了三里塚鬥爭。
经过相关方面的解释以及与土地所有者团体的谈判， 1968年4月6日，新东京国际机场公司（以下简称机场公司）与部分土地所有者签署了谅解备忘录。并取得了私有土地中的89%。然而由于反对派持续强烈抵制，机场公司无法勘察其已购置的土地。在没有与机场反对者充分解释和对话的情况下，防暴警察被派往现场镇压反对派。反对派激烈反抗，导致反抗运动变得更加白热化。
最初，反对派运动得到了日本社会党和日本共產黨等改革政党的支持。但面对政府高压立场，反对派农民逐渐开始建立“以暴力反抗暴力”的方针，老牌改革政党也不再支持反抗运动。对此，公安调查厅于1993年4月在《成田斗争摘要》中分析：“这些政党（即社民党和共产党）以成田斗争为跳板，谋取在各种选举中获得更高支持率。引发（反对派的）不满，最终他们渐行渐远。”

### 新左翼的支持

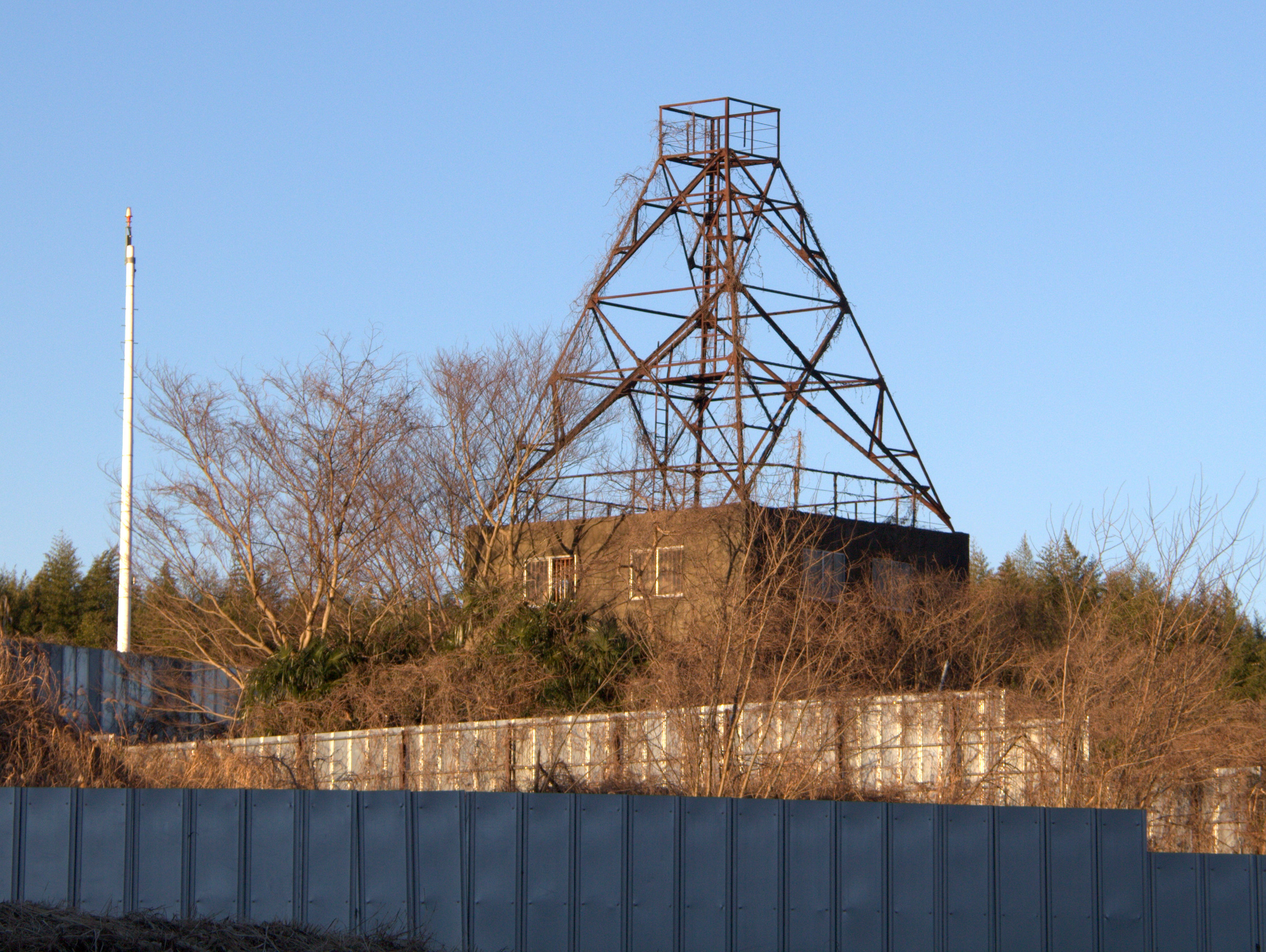
“岩山闘争記念館”（岩山鉄塔遗址）

代替老牌改革政党支持反对派农民的是羽田事件后主张“暴力革命”的新左翼。他们高呼着“工农团结”、“在前线三里冢击败防暴警察”、“新机场将在日本建立新的军事基地”和“这是国民运动的决战”等口号参与反抗运动。对现有政党越来越不信任的当地居民也选择接受了他们的帮助。 
日本政府希望尽快将机场作为国家项目开放，然而此时包括规划的跑道用地在内的土地尚未完全购置。在政府的强烈要求下，千叶县知事友纳根据土地征用法于1971年两次尝试强制征收。第二次强制执行过程中，三名警察殉职，最终一栋民房被拆除，土地被征用。（东峰十字路事件）
最终，机场管理局取得了用于一期工程的土地。但在1972年，反对者建造了用来干扰航空的岩山鉄塔进行反击，航空燃油管道的建设也因由于沿线居民的抗议和技术问题陷入停滞。最终政府被迫放弃了1972年开港的原计划。该塔于1977年5月6日被拆除，两天后的5月8日，防暴警察与抗议拆除该塔的抗议者发生冲突，一名反对派支持者丧生（東山事件）。一天后的5月9日，芝山町的町长官邸前的临时警察局遭到反对派袭击，一名警察殉职（芝山町長宅前臨時派出所襲撃事件）。

### 控制塔占领事件

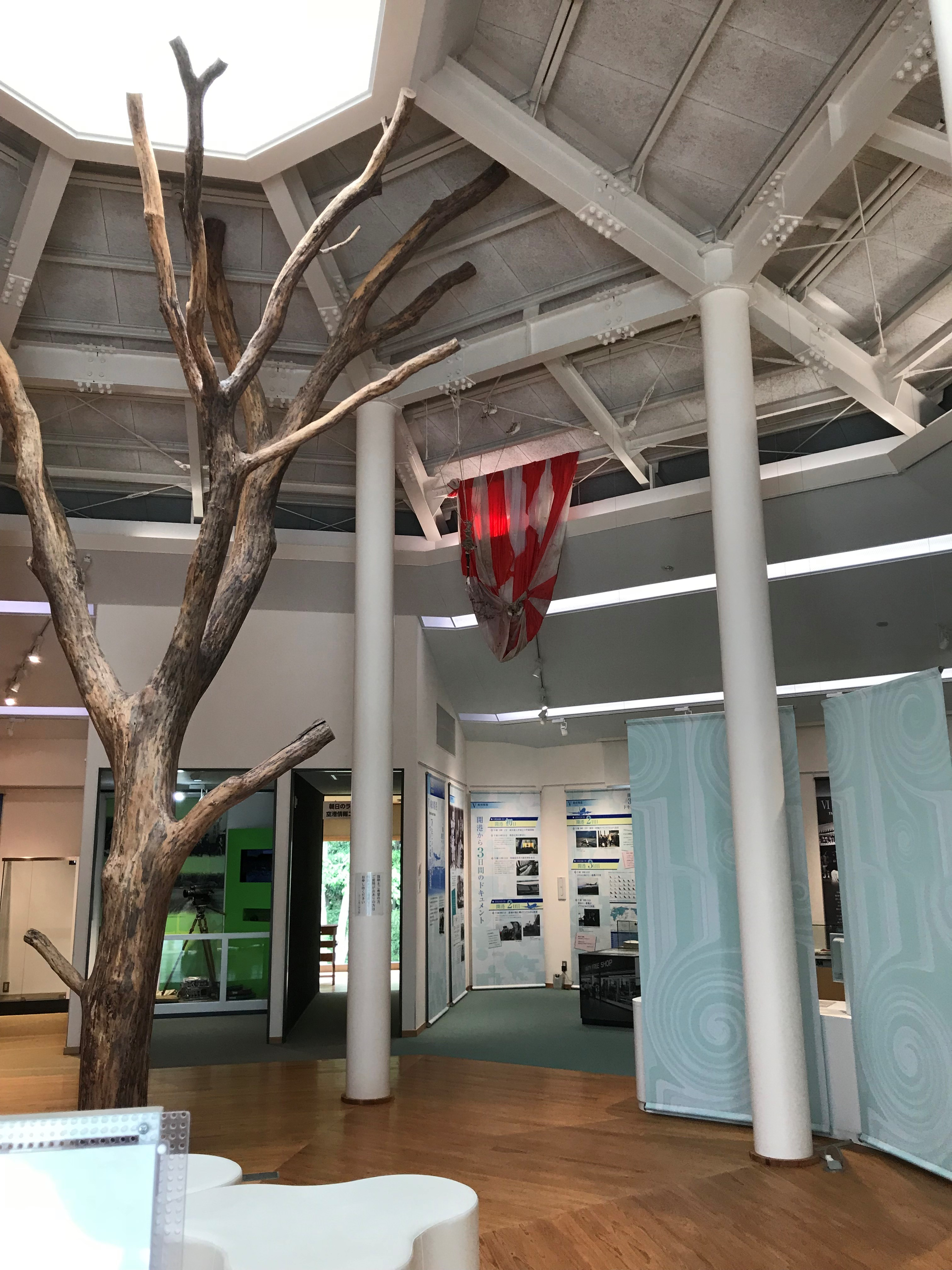
反对派用来扰乱航行的气球

1978年3月26日，机场即将启用前夕，日本革命的共产主义者同盟（第四国际日本支部）（以下简称“第四国际”）领导的游击队入侵新东京国际机场塔台并摧毁了控制室内的设备。此外，大约300名支持反对派农民的新左翼活动人士从不同地点冲进机场，引发骚乱（成田空港管制塔占领事件）。受此影响，机场开始运营时间由3月30日推迟至5月20日。
因一连串事件而颜面扫地的政府表示：“这些暴力行为不仅仅是一场简单的农民抗议运动，而是对法律和秩序的破坏，对民主制度的挑战。我们将果断对他们采取强制措施。”国会除了制定《新东京国际机场启用及安全确保措施大纲》外，还通过了《新东京国际机场安全确保紧急处置法》（现成田国際机场安全確保緊急措施法）。
即使在机场开放后，反对同盟也发布了“百日战斗宣言”。游击队袭击了各种设施，在跑道延长线上放飞广告气球，并通过燃烧輪胎产生黑烟扰乱飞机起降等方式与政府和警察对抗。
控制塔袭击事件发生后，千叶县警察安保部于7月18日成立了专属部门“新东京国际机场警卫队”（现为千叶县警察成田国际机场警卫队），用于确保事件发生后的机场安全。
自1978年机场启用后，成田机场在长达数十年间都设有入口安检，此安检直到2015年才废除，改为使用监视摄像头等更加先进的方式。

### 与民众的背离
虽然警察尝试使用武力遏制暴力行为，但仿佛在嘲笑警察一般，中核派不断引发暴力事件。1978年5月5日，京成電鐵的车库被縱火，为机场营业后即将开通的Skyliner所制造的AE型电车四节车厢被焚毁。（京成Skyliner放火事件）5月19日，中核派又在京成本線5个地点同时引发多起列车破坏事件。
反对派团体对以京成电铁为首的当地列车进行了实际上的占领，并经常在列车内拿着竹矛对怀疑是对立组织的成员“盘问”。一方面，京成电铁是当地居民生活的一部分，这类恐怖行为已经超过了反对机场本身，严重影响了该地区的民生。另一方面，随着新左翼的衰落，以及阻止开放机场的最初目标没有实现等原因，运动有变得更加剧烈之势，激进派甚至呼吁摧毁成田机场。民众与反对派的矛盾愈加尖锐。
另外，在负责运输航空燃油的鹿島臨港線，还发生了诸如在铁轨倾倒混凝土 ，以及满载沙子的卡车闯入轨道等一系列破坏事件。再加上后来发生的占领塔事件。大多数民众开始将反抗运动视为“拥有特殊思想的人的反社会恐怖主义行为”。
政府的坚定立场、机场的正常运营以及在机场及其周边地区采取的严格安全措施，也导致反抗运动逐渐名存实亡，越来越多的人感觉不到甚至不知道反对派的存在。
此外，当时正值农村地区人口加速减少的时期，而当地除了农业以外没有其他产业。曾经作为该地区主要产业的马畜养殖、競賽馬生产及赛马相关产业也开始逐步搬离三里冢地区。探索如何与成田机场共生而不是继续衰落下去成为了当地民众的主流意见。
反抗运动初期，许多大眾媒體对反对派的主张表示同情。然而，依事态的发展，媒体也慢慢开始与被新左翼和恐怖主义所影响的反对派保持距离。反对派逐渐陷入孤立无援的境地。另一方面，许多新左翼恐怖分子仍在积极实施恐怖主义。自此，反对派已经陷入前进是地狱，后退是内斗（详见后文）的泥沼。许多参与反对政府单方面机场建设计划的居民身心俱疲，最终反抗运动本身也失去了对日本社会的说服力。

### 一坪再共有化与其导致的内部冲突

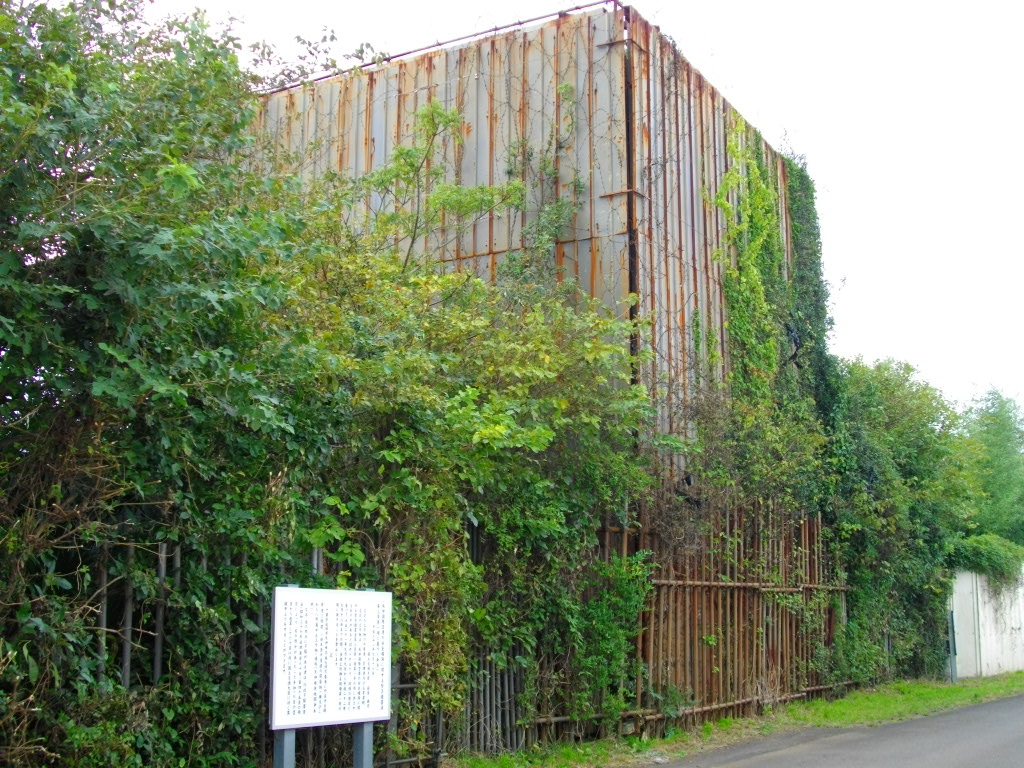
現地斗争本部（摄于2009年，该建筑于2011年遭拆除）

到了80年代，运动仍保持一定的势力，一度阻止了机场二期工程的启动。然而1983年3月8日，关于是否继续推行“一坪再共有化运动”和“立木信托”的争议导致了反对同盟的分裂。反对“一坪再共有化运动”，称其为“卖地运动”和“圈钱运动”的中核派转为支持“北原派”。而希望推行“再公有化”的第四国际等人则支持“热田派”。
3月8日当天，“热田派”召开了“总会”，而“北原派”则召开了“执行委员会”。
共有160名反对派农民参加了在芝山町千代田公民馆举行的“总会”。以194户中145户赞成，25户反对，24户弃权的结果通过了对“大力支持中核派”的北原鉱治事务局长的免职。该“总会”上还确认，将结束与中核派的联合斗争。
与此同时，58名反对派农民参加了在成田市天神峰“现地斗争本部”举行的“执行委员会”会议。推进“一坪再共有化运动”的青年行动队成员石井新二被“反对同盟除名”，另外22人被“解除反对同盟的职务”。
中核派反对“再共有化”的基础是“机场用地内农民”对“再共有化”的反对。这些“用地内农民”组成了“北原派”的核心。但也有部分“用地内农民”比如石井武加入“热田派”。反之，多数提倡“一坪再共有化”的“用地外噪音地区的农民和居民”站在“热田派”一边。但也有部分“用地外噪音地区的农民和居民”站在“北原派”一边。（比如户村一作的夫人）。
此后，中核派将第四国际定义为“一种试图向（机场）公司出售土地的新型反革命”。并于1984年1月，在日本国内五个地点同时出动暴力袭击第四国际成员的住宅。导致一人头骨凹陷受重伤。7月，他们再次袭击了第四国际成员的三处住宅，致一人单腿被截肢。根据第四国际的后继团体日本革命的共产主义者同盟（JRCL）说法，中核派有组织的威胁全国的“一坪共有者”，威胁“你是下一个”和“杀了你”。
由于反对中核派的行事方式，1987年9月，有多半的“用地内农民”而离开“北原派”，组成了“小川派”。“北原派”反对同盟以及中核派对“小川派”和“热田派”农民进行了猛烈的批判，给他们贴上了“脱落派”的标签。
然而到了1998年，中核派对“再共有化”的态度180度大转弯，宣布“响应‘脱落派’再共有化运动的人全国有1200名。这些人对于权利的保护乃是人民的正义，这对于三里塚鬥爭的胜利是不可或缺的。”然而中核派并未对之前针对第四国际成员的恐怖事件，以及威胁恐吓非“北原派”反对派农民的事件而做出任何形式的道歉。
一些土地所有者厌倦了这种极不稳定的反抗运动，同意搬迁。随着地价飞涨，此前被依据土地征用法认定为事业而导致土地征收为固定价格的相关事项在与政府的谈判中被废除（即不再将成田机场认定为事业，详见下文），这些前反对派农民得到了巨额补偿金。被揶揄称为“抗争宫殿”的豪宅鳞次栉比地被建造起来。也有人靠着经营停車場过上稳定的生活。依土地所有者的意愿，机场公司还对搬迁后的土地进行了建设，负担进一步增加。
另一方面，原土地所有者（原反对派）在搬迁后的地方面临着“持续参与反抗运动的危险人物”或“反抗运动的叛徒”等偏見，许多人在重建人际关系过程中面临严峻的挑战。有些人因收到的巨额补偿金而陷入家庭纠纷，用补偿金创业却失败的人也不在少数。
尤其是对于这些一直居住在传统乡村的人来说，搬迁后的生活也是一个巨大的考验。此外，决定搬迁的人也受到威胁，搬迁后的地点曾遭到激进派放火焚烧 。

### 针对征用委员会的恐怖活动
新左翼在袭击第四国际的成员后，开始对普通民众发动恐怖袭击。1985年10月20日，千叶县成田市三里冢十字路口发生支持反对同盟（北原派）的新左翼与警视厅防暴警察发生暴力冲突。（10.20成田現地闘争）
1988年9月21日，时任千叶县征用委员会委员长的律師小川彰在千葉市街头遭到数名带着头盔的人的袭击。小川被钢管和铁锤殴打至重伤，双腿和左臂骨折，并留下后遗症，余生只能拄拐杖缓慢行走。不堪忍受的他于2003年2月投水自杀。（千叶县征用委员会会长袭击事件）
中核派声称对此次袭击负责，并对其他征用委员会成员发送威胁信，并进行电话恐吓。（千叶县征用委员会威胁电话事件）
一连串的恐怖事件导致征用委员会成员全部辞职，千叶县征用委员会被迫完全停止运作16年，直到2004年才重新启动。

### 圆桌会议以及政府道歉
政府利用强权让新东京国际机场成功开始运营，然而在居民的强烈反对下无法获得二期工程（第二航站楼周边以及B跑道）的土地，开工遥遥无期。此外，反对活动的支持人士经常在二期工程周边地区巡逻，甚至与游击队接触较多的反对派农民也被以“援农”为名义监视私生活，其诸如外出、打电话、发送邮件等行为都受到盘查。土地所有者与土地征用人员之间的联系也变得非常困难。
然而，以运输大臣江藤隆美正式承认过去的错误为契机，谈判的势头从20世纪80年代末左右开始重新出现。一部分反对派和政府相关人士之间开始探索如何解决成田机场问题。1991年11月起，东京大学名誉教授隅谷三喜男以及其他四位专家成立隅谷调查团。在调查团的主持下，召开15次的成田机场问题研讨会，“旧热田派”、运输省、机场公司和千叶县在会议上对成田机场问题进行了公开讨论。在该会议上，“旧热田派”成功地得到了政府的承诺，即“在任何情况下都不会采取强制措施来解决二期工程的土地问题”。自1993年9月起，又连续召开了12次成田机场问题圆桌会议，确定新东京国际机场的未来发展将在民主平等的讨论下进行。
根据圆桌会议讨论的结果，1995年，时任日本首相村山富市代表政府就此前采取的强硬立场道歉，并确认不再使用《土地征用法》强制征收成田机场的土地。这一举措受到了当地民众的好评，部分农民和土地所有者同意出让土地并进行搬迁。
三里塚鬥爭彻底改变了日本此前强制征用土地来进行公共事业建设的常态。

## 反抗运动的现状

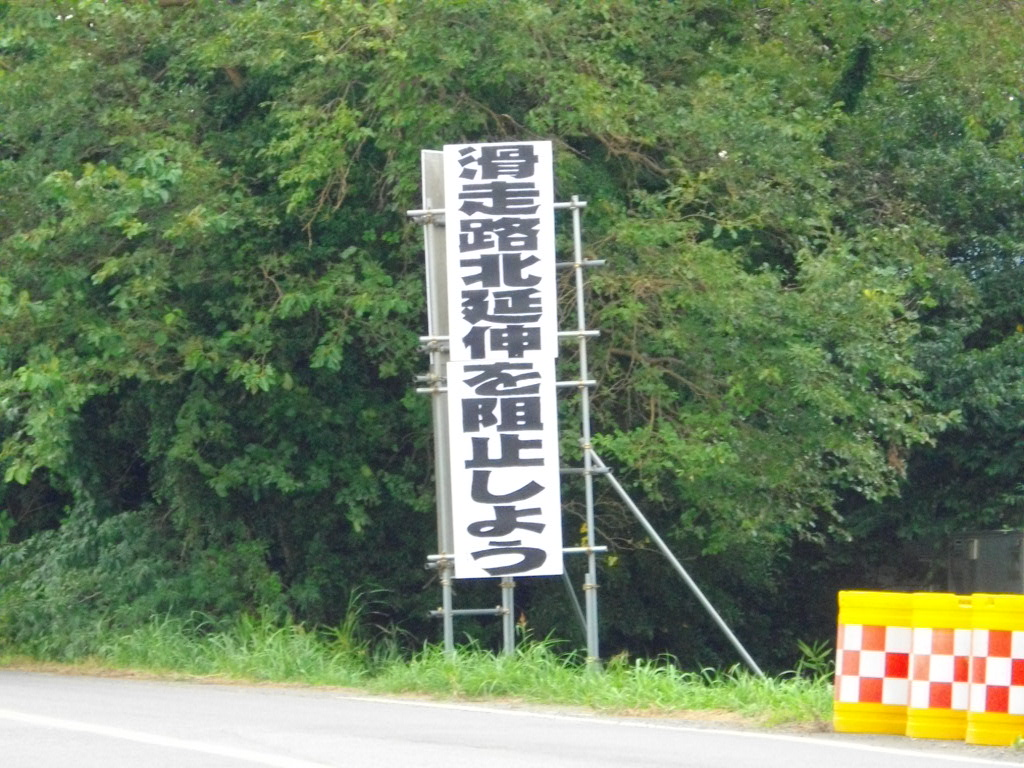
反對跑道向北延伸的標語，摄于2009年

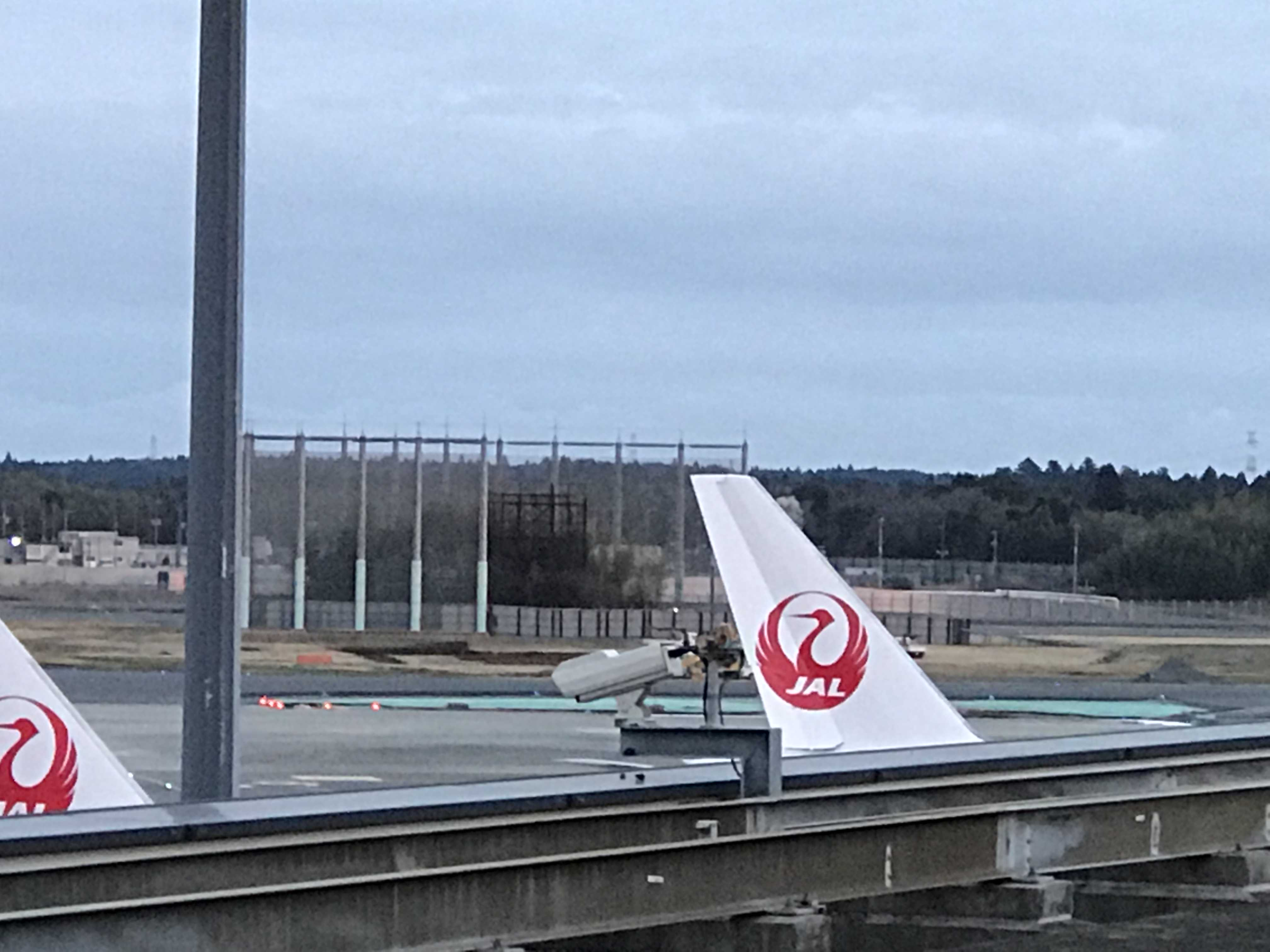
横堀鉄塔，摄于2018年。上部由于老朽化遭“旧热田派”拆除

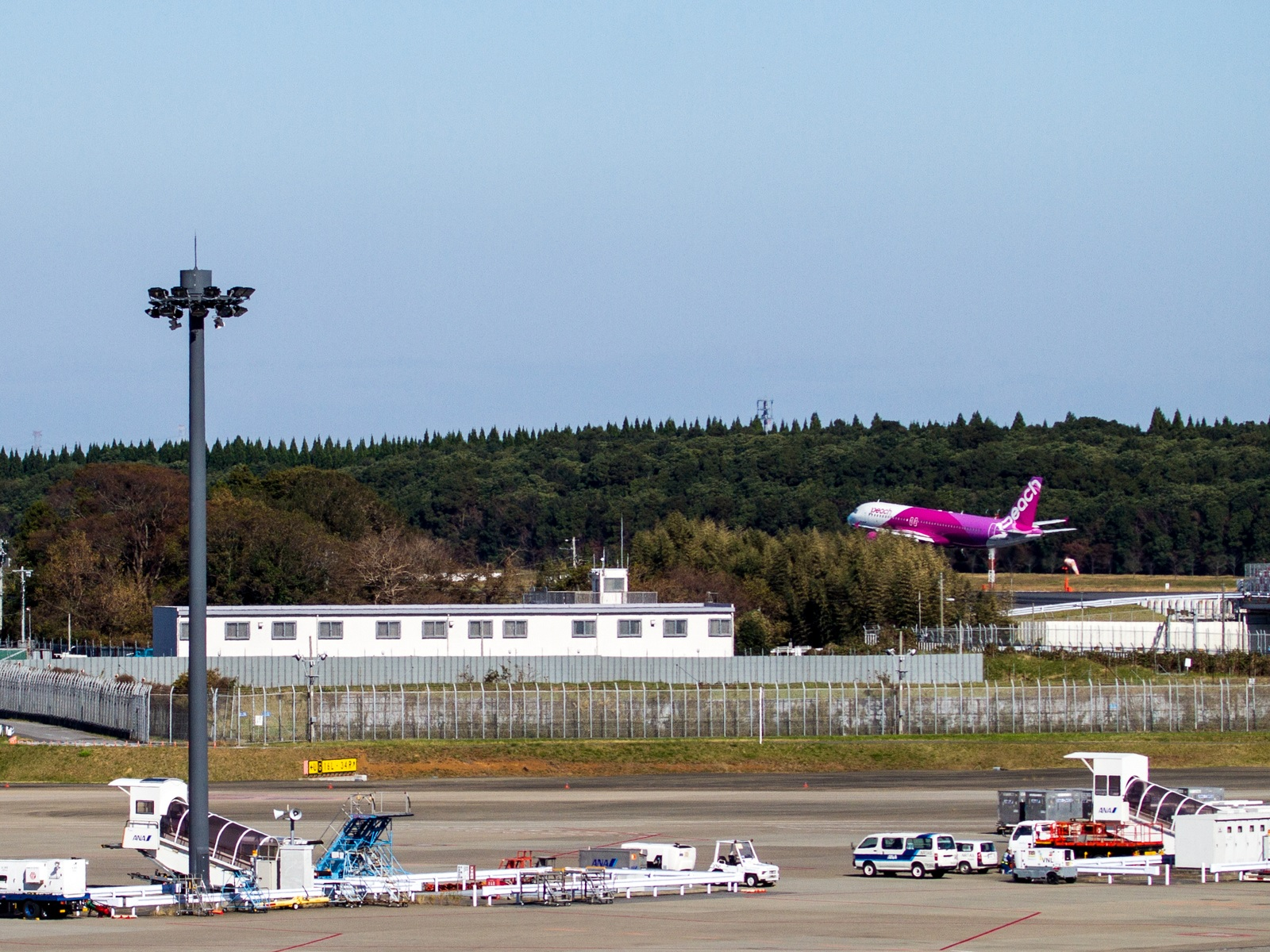
東峰和天神峰地区的未购置土地（白色建筑是警察设施），摄于2017年

过去，新左翼恐怖活动和游击事件频发，阻碍了机场建设和正常运营。随着隅谷团长等中立人士的努力以及政府的态度软化，越来越多的反对派农民脱离了反抗运动。然而，近年来一些组织仍在继续实施恐怖袭击。2008年，革命的劳动者协会曾向成田机场发射了迫击炮弹。
二期工程规划的平行跑道（B跑道）部分于1996年计划修建成为临时跑道，并于2002年作为临时跑道开始运营。新跑道在尚未完全购买反对派农民土地的情况下建设，飞机至今仍在距离农民屋檐仅仅几十米的滑行道上通过。
另外，由于滑行道是绕过未购土地连接到跑道修建而成，滑行道并非直线，而是呈“く”形或“へ”形弯曲。飞机起飞和降落时其他飞机的行动轨迹遭到很大的限制。2002年12月1日，滑行道上35°47′06.65″N 140°23′26.11″E / 35.7851806°N 140.3905861°E处曾发生两架飞机相互碰撞的事故。2011年弯曲部分进行了改造，情况有所改善。
直到现在，反对派农民，主要是以位于临时跑道延长线上受噪音影响严重的东峰地区的居民为核心的反对派农民，仍然主张：“临时跑道的建成和向北延伸跑道的计划与政府最初的计划完全相同，没有丝毫变化”。他们仍持续坚持“成田机场应该关闭”的主张。
然而近年来，越来越多的机场工作人员和航空相关人士在成田地区定居生活。“机场与地域的共生”、“振兴机场才能振兴当地”等意见成为大势所趋，反对派目前处于被完全孤立的状态。自反对派运动鼎盛时期以来一直支持他们的支持者也逐渐将他们的重心转向了其他方面。
曾经积极支持他们的第四国际（现JRCL）等新左翼集团开始将重心转移到冲绳反美军基地运动和反核運動上，对成田的关心程度已经大大降低。而从反抗运动初期就一直支持他们的国铁千叶动车工会则无法遏制成员逐渐减少的趋势。自反抗运动鼎盛时期以来已经过了半个多世纪，许多反对派农民和支持组织的成员都已衰老甚至死亡。
尽管反对同盟内当地居民的数量逐年减少，但即使在2002年平行跑道（B跑道）启用后，除部分“一坪共有地”和团结小屋以外，还有天神峰以及东峰地区（如東峰神社） 在B跑道南端和规划中的滑行道用地仍未被购置。反对同盟（“北原派”和“旧热田派”）仍在持续进行反抗运动。
反抗运动的过程中，有超过20名女性因为支持反抗运动而嫁入反对派农家。这些农民就算内心已经开始动摇，但在赌上人生奔赴而来的妻子面前，也无法轻言放弃。这些反对派农家坚持长期斗争的主要原因之一，就是面临放弃斗争就会被新左翼逼迫离婚的压力。这些支持者女性中有四五人已经离婚，剩下的选择接受搬迁，在新地方继续生活。

## 社会根源
当地大多是生活贫困的农民，参加了第二次世界大战。战后他们响应政府号召到三里冢、芝山地区垦荒。而政府修建机场对土地的强征，使他们感到了人和尊严被侵犯，国家随意剥夺了他们的生存权利。
1971年，反对者在写给首相佐藤荣作的题为《白骨的怨恨》的信中，表达了他们的这种愤怒。他们表示他们的目的不在于经济补偿，“如果你能够让我信服，如果能让我感到服气，就是不要补偿，我也会高高兴兴的把自己的土地财产拱手相让”。他们在信中指出，日本政府强征农民土地，是对民主的践踏，“此后，便是暴力的强权政治：‘你碍事，就请走开！’”

## 反抗运动的影响

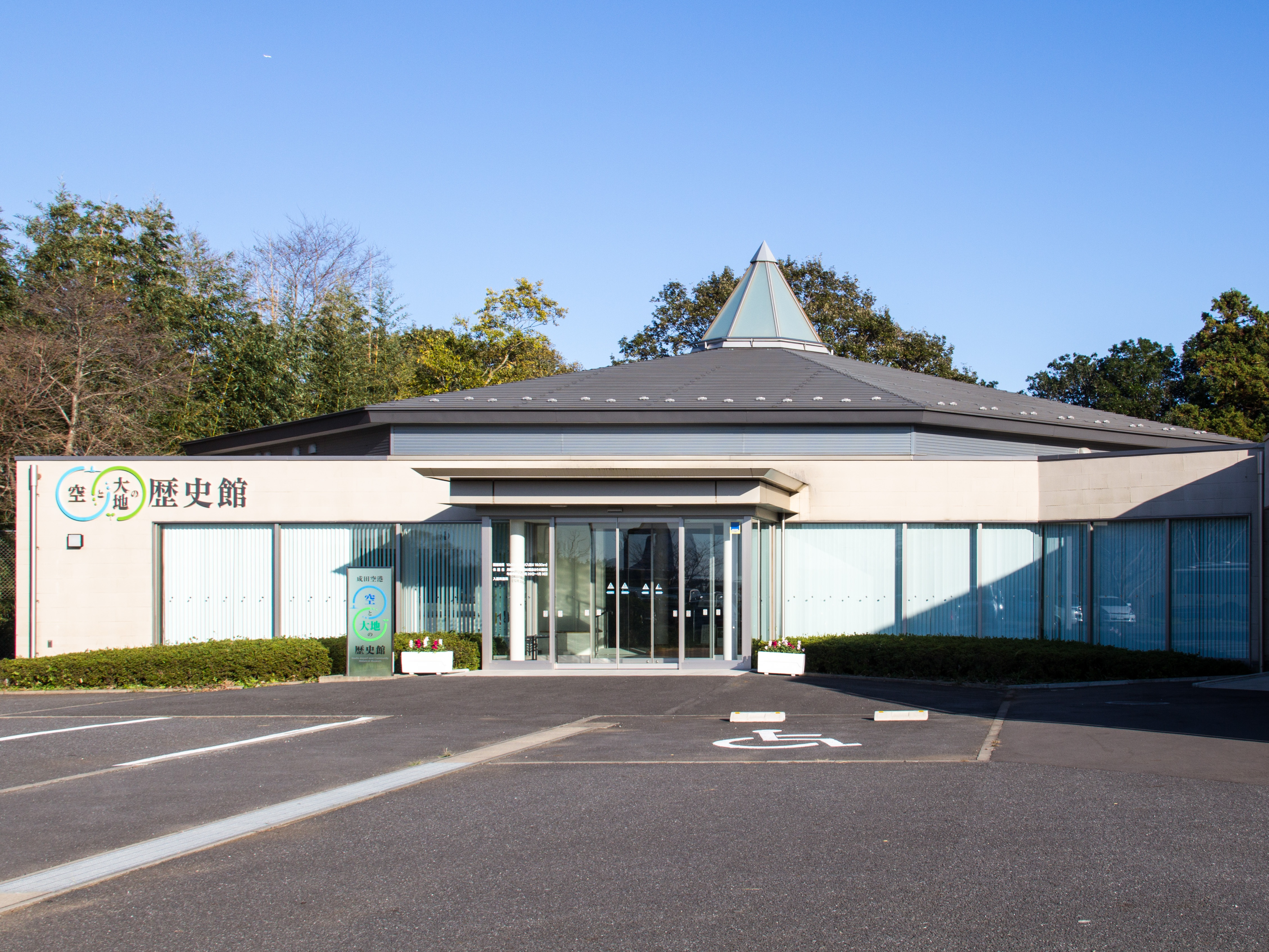

以成田机场问题及其陷入困境为转折点，随后日本各地针对高速公路、铁路、核电站、水坝等的抗议活动，都时刻注意不将自己的影响力扩大化。发起反抗运动的居民都对接近他们的新左翼活动人士极为警惕。活动组织者开始自发的排除与新左翼有联系的“市民活动家”以及积极试图引入新左翼力量的人。甚至有些组织者与处于对立阵营的政府采取共同行动约束排除新左翼势力成员。
日本国土狭小，平坦的土地很少，适合建设机场的土地也很少。在内陆建设机场时，由于机场征地、飞机噪音等问题，反对之声不在少数。而政府强制推行则会造成类似三里冢斗争的惨剧并最终造成巨大损失。自此之后，日本的许多机场都选择建在海上或者更加偏远的地区。这导致日本机场的便利性和灵活性显著下降，成本反而上升。此外，行政机关对土地征用和强制执行的使用也逐渐谨慎，这对日本公共事业建设本身也产生了巨大的影响。
为了将三里塚鬥爭的故事传递给后人，机场公司建设了成田机场天空与大地历史馆，并于2011年6月23日正式对外开放。该馆已成为日本每年新任公务员和成田机场公司新员工的培训项目之一。旨在通过学习三里冢斗争的教训，防止“第二个成田”的出现。
另一方面，三里冢斗争也是反对建设的居民们将斗争方式从暴力抗争转变为更加温和的公投的转折点。特别是经过在长期的斗争经验中总结出的圆桌会议模式是日本国内的第一次尝试。圆桌会议模式为后来的日本全国公共事业工程建设比如日本的核政策、長良川河口堰和八场大坝等都提供了重要的参考价值。
控制塔占领事件在日本境外被广泛报道，并被改编成电影、音乐等一系列艺术作品。成田机场被全世界当成了公共项目的失败典型。
例如，李登輝和司马辽太郎对话时谈到，中正国际机场（现台湾桃园国际机场）的建设过程中，当地居民不断强调“如果硬来的话，成田的事情可能再次发生”。
另外一个例子，是西德与成田机场同时规划建设的慕尼黑机场。在机场的建设过程中，广泛关注并吸取了成田机场经验教训的巴伐利亚州政府，自1969年决定修建机场起，历经近20年时间召开了足足259次聽證會，最终与反对者达成共识，缩减新机场的部分规模以照顾周边环境。开始施工5年后，新机场于1992年5月开始运营，如今成为欧洲最重要的航空枢纽之一。

## 相關作品
- 《家（日语：ぼくの村の話）》，尾瀨朗的漫畫作品。雖作品中的相關地名、人名等都被更改為虛構名，但此漫畫仍被視為是描述成田機場興建的當地居民抗爭活動。
- 《活在三里塚》
- 《三里塚：伊卡洛斯的殞落》